# 桃園の誓い

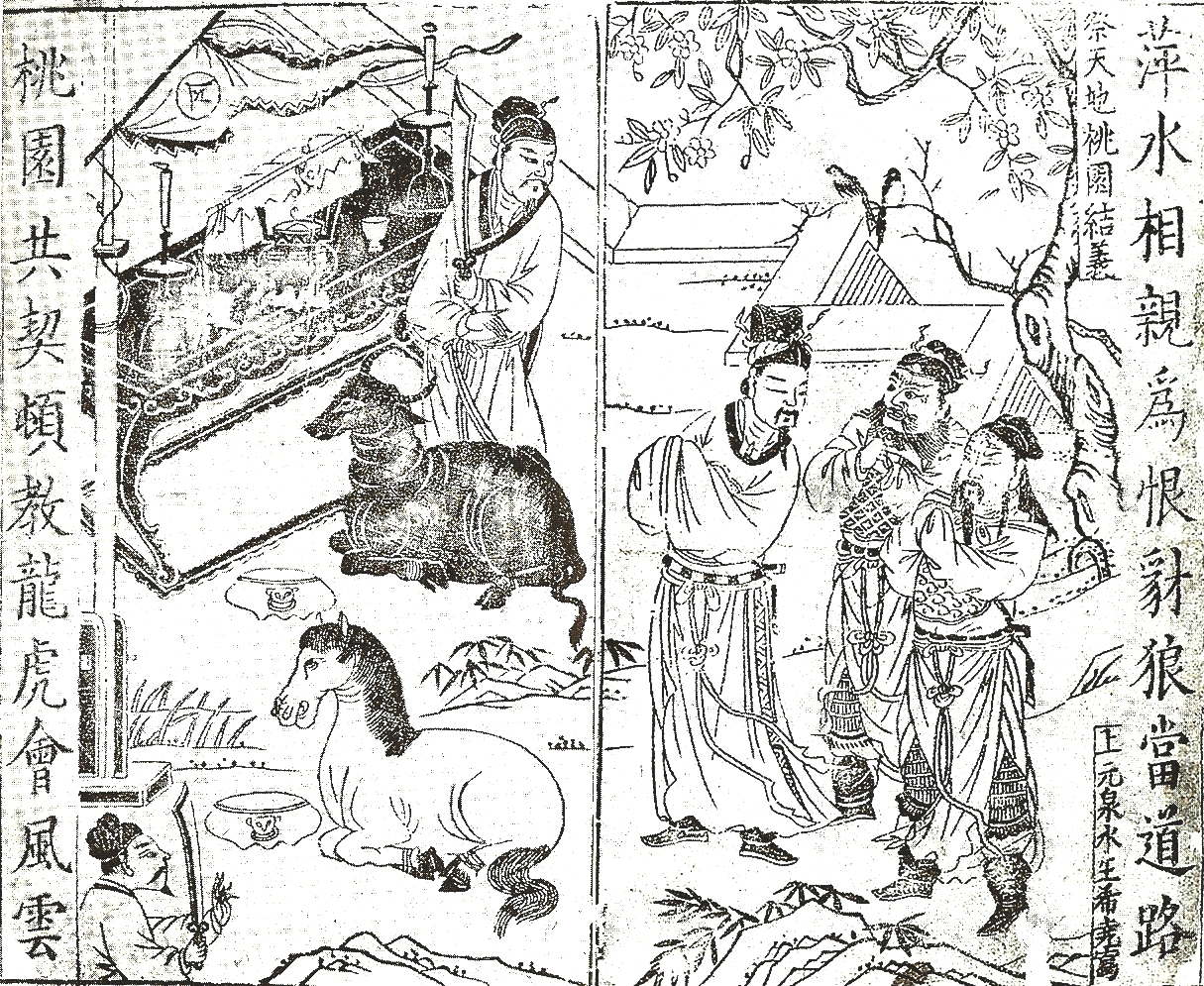
明代版『三国志演義』からの「桃園の誓い」の挿絵。黒牛・白馬をおき、3人は祭壇の前で誓いを立てる。

桃園の誓い（とうえんのちかい）は、桃園結義（とうえんけつぎ）とも称され、『三国志演義』などの序盤に登場する劉備・関羽・張飛の3人が、宴会にて義兄弟（長兄・劉備、次兄・関羽、弟・張飛）となる誓いを結び、生死を共にする宣言を行ったという逸話のことである。
これは正史の『三国志』にない逸話であって創作上の話であるとされており、劉備が2人に兄弟のような恩愛をかけ、関羽・張飛は常に劉備の左右に侍して護り、蜀漢建国に際して大いに功績があった、という史実に基づいて作られた逸話である。

## 三国志演義
「我ら三人、生まれし日、時は違えども兄弟の契りを結びしからは、心を同じくして助け合い、困窮する者たちを救わん。上は国家に報い、下は民を安んずることを誓う。同年同月同日に生まれることを得ずとも、同年同月同日に死せん事を願わん。皇天后土よ、実にこの心を鑑みよ。義に背き恩を忘るれば、天人共に戮すべし。」

### エピソードの概略
所は涿県（たくけん）。

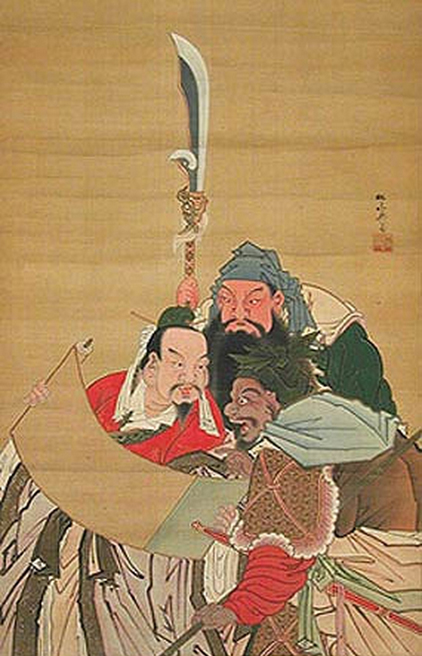
文章を読む劉備と関羽・張飛

黄巾軍対策の義兵を募集している高札の前で劉備がため息をつくと、「大の男が世のために働かず、立て札の前でため息とは情けない」と声をかけてきたのが身長八尺（約184cm） 豹頭環眼 燕頷虎鬚 聲若巨雷 勢如奔馬という男、張飛であった。劉備が自分がため息をついたのは己れの無力に気付いたためだと言うと、張飛はそれなら自分と一緒に立ち上がろうと酒に誘う。訪れた酒場で彼らは、身長九尺（約208cm） 髭長二尺（約46cm） 面如重棗 唇若塗脂 丹鳳眼 臥蠶眉 相貌堂堂 威風凛凛という赤ら顔と見事な髯を持つ一人の偉丈夫、すなわち関羽と出会い意気投合する。
張飛の屋敷の裏の桃園で義兄弟の誓いを交わした三人は、彼らの呼びかけに応じた者達と酔いつぶれるまで酒に興じた。その翌日、人が集まったは良いが軍馬が無いことに気づくが、偶然近くを訪れた馬商人張世平と蘇双に馬や軍資金などを援助してもらう。そして劉備は雌雄一対（）の剣、関羽は八十二斤（48kg）の冷艶鋸（、青龍偃月刀）、張飛は一丈八尺（約4.4m）の点鋼矛（、蛇矛）を鍛冶屋に造らせた後、彼らは集まった約500の手勢を率いて幽州太守劉焉のもとに馳せ参じた。

## 三国志平話
『三国志平話上巻』に上記のエピソードがある。またこのことを後に張飛は桃園結義と呼んでいる。

## 柴堆三国
中国民間伝承の三国志を柴堆三国という。その中では兄弟の順位を決めるのに桃の木に最も高く飛びついたら兄になるというユーモラスなエピソードになっている。また、清の梁章鉅『歸田瑣記』に引用される「關西故事」にも関羽の前身と「張飛井戸」などを含む桃園の誓いの伝承が記述されている。

## 花関索伝
花関索伝の『新編全相説唱足花関索出身伝 前集』では、劉備、関羽、張飛は青口桃源洞にある子牙廟で義兄弟の契りをむすんだ。その時に関羽と張飛は後のために互いの家族を殺そうとした。張飛は関平を殺せず供とし、関羽の夫人・胡金定をも逃げさせた。妊娠していた胡金定が生んだのが後の関索でありここから関索の活躍が始まる。

## 三国志をモデルにした作品における演出
- パチンコ三国志-英雄集結（ニューギン・2015年） - 大当りラウンド中に桃園の誓い演出が登場、上記三国志演義のセリフをそのまま登場させている。
- 三国志 (横山光輝の漫画) - 作中の1シーンとして登場。セリフはアレンジされており、「我ら天に誓う。我ら生まれた日は違えど、死すときは同じ日・同じ時を願わん。」となっている[5]。
- CR一騎当千 Survival Soldier 2（高尾、2013年） - 三国志の現代版。通常時の発展演出として登場しており、セリフは上記の漫画横山版と同じものである[6]。

## 注
1. ↑  “第至治新刊全相平話三國志　卷之上”. 中国の民間信仰と道教.   関西大学・文学部・二階堂研究室. 2010年7月31日閲覧。
2. ↑  三国志の劉備の故郷、桃園結義の「楼桑村」
3. ↑  『決定版「三国志」考証事典』別冊歴史読本　新人物往来社　1996年（平成8年） ISBN 4404024096、24-25pp
4. ↑  濱田寛「関羽の息子、花関索伝」『決定版「三国志」考証事典』別冊歴史読本　新人物往来社　1996年（平成8年） ISBN 4404024096、86pp-96 該当は88pp
5. ↑  桃園の誓い編（1）　-　横山光輝・漫画　三国志から学ぶ人生訓 - 日々是好学、2016年8月7日閲覧。
6. ↑  【ＣＲ一騎当千SS2 WAA】プラチナゼブラ 桃園の誓い 一騎当千リーチ ゴールドタイガーシャッター！ - YouTube、2016年8月7日閲覧。